# Línea 5 (Urbanos de Alcalá de Henares)
La línea 5 de la red de autobuses urbanos de Alcalá de Henares une la plaza de la Paz con el barrio de Nueva Rinconada.

## Historia
En sus orígenes, la línea 5 prestaba servicio entre la Plaza de Cervantes y las fábricas situadas en la N-II, dirección Guadalajara. Sin embargo este trayecto acabó siendo suprimido, y la línea no se restableció hasta la construcción del Centro Comercial La Dehesa en 1991, siendo llevada al vecino Centro Comercial Quadernillos en 2005, sin cambiar la denominación. En un comienzo las expediciones partían de la calle San Vidal, en la esquina con la Ronda Fiscal. Con la construcción del barrio de Nueva Rinconada la cabecera fue trasladada a la calle principal de la misma, Río Arlanza, junto al IES Atenea.
Tras la reordenación de líneas en 2019, su cabecera pasa a ser la Plaza de la Paz, junto al Centro Comercial Alcalá Magna.

## Características
La línea transcurre desde el Barrio del Pilar, en el Distrito II de la ciudad (zona de Nueva Rinconada, calle Río Arlanza) hasta la Plaza de la Paz, junto al Centro Comercial Alcalá Magna.
La línea circula exclusivamente por el término municipal de Alcalá de Henares. Como bien se expresa en la numeración interna del CRTM, recibe el número 5005. El primer dígito corresponde a la línea, en este caso la línea 5. Y los últimos tres dígitos corresponden al municipio por el que circula, en este caso 005 corresponde al municipio de Alcalá de Henares.
Está operada por la empresa AlcalaBus (Monbus) mediante la concesión administrativa URCM-005 - Urbano de Alcalá de Henares (Urbanos Comunidad de Madrid) del Consorcio Regional de Transportes de Madrid.

## Horarios
| Lunes a viernes laborables |                    |
| A 6:35 - 6:50 |                    |
| De 7:00 a 23:00 | cada 20 minutos    |
| A 23:30 - 24:00 |                    |
| Sábados laborables (1 sept. - 15 julio) |                    |
| A 6:30 |                    |
| De 7:00 a 23:00 | cada 20 minutos    |
| A 23:30 - 24:00 |                    |
| Sábados laborables (16 - 31 julio) |                    |
| A 6:35 - 6:50 - 7:27 - 7:51 - 8:15 - 8:45                                                                                                  |                    |
| De 9:09 a 21:43 | cada 26 minutos    |
| A 22:15 - 22:35 - 23:00 - 23:30 - 24:00 |                    |
| Sábados laborables (Agosto) |                    |
| De 7:00 a 21:43 | cada 24-27 minutos |
| A 22:15 - 22:30 - 23:00 - 23:30 - 24:00 |                    |
| Domingos y festivos |                    |
| De 8:30 a 22:22 | cada 26 minutos    |
| A 23:00 |                    |
| Los días lectivos, los servicios de las 7:20, 7:40 y 8:00 pasan por la parada 20906 para dar servicio a los centros educativos de la zona. |                    |

| Lunes a viernes laborables              |                    |
| A 6:35 - 6:50                           |                    |
| De 7:00 a 23:00                         | cada 20 minutos    |
| A 23:30 - 24:00                         |                    |
| Sábados laborables (1 sept. - 15 julio) |                    |
| A 6:30                                  |                    |
| De 7:00 a 23:00                         | cada 20 minutos    |
| A 23:30 - 24:00                         |                    |
| Sábados laborables (16 - 31 julio)      |                    |
| A 6:45 - 7:12 - 7:36 - 8:06             |                    |
| De 8:30 a 22:22                         | cada 26 minutos    |
| A 23:00 - 23:15 - 23:30 - 24:00         |                    |
| Sábados laborables (agosto)             |                    |
| De 7:12 a 21:30                         | cada 24-27 minutos |
| A 22:00 - 22:30 - 23:00 - 23:30 - 24:00 |                    |
| Domingos y festivos                     |                    |
| A 8:15 - 8:45                           |                    |
| De 9:09 a 21:43                         | cada 26 minutos    |
| A 22:15 - 22:35 - 23:00                 |                    |

## Recorrido y paradas

### Sentido Nueva Rinconada
| Código | Parada                                      | Común con     | Conexión con Cercanías |
| ------ | ------------------------------------------- | ------------- | ---------------------- |
| 20795  | Av. Miguel de Unamuno - C. C. Alcalá Magna  |               |                        |
| 20556  | Av. Miguel de Unamuno - Av. Meco            |               |                        |
| 20558  | Ávila - Aviación Española                   | 1A            |                        |
| 09458  | Ávila - C.º Esgaravita                      | 1A            |                        |
| 09459  | Ávila - Av. Lope de Figueroa                | 1A 6 8        |                        |
| 17584  | Av. Lope de Figueroa - Fernando Flanes      | 1A 229        |                        |
| 09460  | Av. Juan de Austria - Pza. Rguez. De Hita   |               |                        |
| 07034  | Av. Juan de Austria - Coruña                | 8             |                        |
| 07032  | Av. Juan de Austria - Diego de Urbina       | 8             |                        |
| 07031  | Av. Juan de Austria - Marqués Alonso Mtnez. | 8             |                        |
| 07028  | Mqués. Alonso Martínez - Av. Plaza de Toros | 8             |                        |
| 07041  | Av. Caballería Española - Arias Montano     | 3 6 7 10      |                        |
| 12245  | Marcos Martínez - P.º Estación              | 2 10 231 271  | Alcalá de Henares      |
| 09462  | P.º Estación - Eras de San Isidro           | 2             |                        |
| 09463  | Vía Complutense - Pza. Atilano Casado       | 2 10 11       |                        |
| 20400  | Vía Complutense - San Félix de Alcalá       | 2 10 11       |                        |
| 09464  | Vía Complutense - San Bernardo              | 2 260         |                        |
| 10199  | Vía Complutense - Camino del Cementerio     | 2             |                        |
| 09465  | Demetrio Lucas - Escuela Infantil           | 2 271 272 275 |                        |
| 09466  | Núñez De Guzmán - Demetrio Ducas            |               |                        |
| 09467  | Núñez De Guzmán - San Fructuoso             |               |                        |
| 20906  | Núñez De Guzmán - Hernán Cortés             |               |                        |
| 09468  | San Vidal - Iglesia                         |               |                        |
| 09469  | San Vidal - Colegio                         | 1B            |                        |
| 09470  | San Vidal - Ronda Fiscal                    |               |                        |
| 12056  | Río Arlanza - Río Záncara                   |               |                        |
| 12057  | Río Arlanza - Instituto                     |               |                        |

### Sentido Plaza de la Paz
| Código | Parada                                      | Común con          | Conexión con Cercanías |
| ------ | ------------------------------------------- | ------------------ | ---------------------- |
| 12057  | Río Arlanza - Instituto                     |                    |                        |
| 12059  | Río Arlanza - Río Turia                     |                    |                        |
| 09447  | San Vidal - Ronda Fiscal                    | 1A                 |                        |
| 09448  | San Vidal - Parque                          | 1A                 |                        |
| 09449  | San Vidal - Iglesia                         | 1A                 |                        |
| 09450  | Núñez De Guzmán - San Fructuoso             |                    |                        |
| 09451  | Núñez De Guzmán - Vicente Espinel           |                    |                        |
| 20659  | Demetrio Lucas - Av. Madrid                 | 2 271 272          |                        |
| 09453  | Vía Complutense - San Bernardo              | 2 260              |                        |
| 12250  | Vía Complutense - Colegio                   | 2 10 11 223 824    |                        |
| 09454  | Vía Complutense - Pza. Atilano Casado       | 2 10 11            |                        |
| 07023  | Sebastián de La Plaza - Eras de San Isidro  | 2 8 10             |                        |
| 07022  | P.º Estación - Zuloaga                      | 2 8 10 231 232 271 | Alcalá de Henares      |
| 07044  | Ferraz - Velázquez                          | 2 7 10             |                        |
| 07040  | Av. Caballería Española - Arias Montano     | 3 7 10             |                        |
| 07027  | Mqués. Alonso Martínez - Av. Plaza de Toros | 6 8                |                        |
| 07030  | Av. Juan de Austria - Marqués Alonso Mtnez. | 8                  |                        |
| 07033  | Av. Juan de Austria - Galería Comercial     | 8                  |                        |
| 07035  | Av. Juan de Austria - Pontevedra            | 8                  |                        |
| 07039  | Av. Lope de Figueroa - Pza. Rguez. de Hita  | 1B 8 229           |                        |
| 09456  | Av. Lope de Figueroa - Ávila                | 1B 229             |                        |
| 09457  | Ávila - C.º Esgaravita                      | 1B                 |                        |
| 20557  | Ávila - Aviación Española                   | 1B                 |                        |
| 20555  | Av. Miguel de Unamuno - Av. Meco            |                    |                        |
| 20795  | Av. Miguel de Unamuno - C. C. Alcalá Magna  |                    |                        |